# Su Kramer
Gudrun „Su“ Kramer (* 24. März 1946 in Oldenburg) ist eine deutsche Sängerin, die vor allen Dingen in den Bereichen Schlager, Musical, Disco und Pop gearbeitet hat. Sie trat darüber hinaus als Komponistin, Textdichterin und Schauspielerin in Erscheinung. Ihr größter Hit war Kinder der Liebe im Jahre 1974.

## Karriere

### Die Anfänge und das MusicalHair
Kramer absolvierte zunächst eine Ausbildung als Erzieherin. Als Sängerin sammelte sie Erfahrungen in Amateurbands. 1968 wurde sie aus 3000 Mitbewerberinnen ausgewählt, die Hauptrolle der Sheila in der deutschen Uraufführung des Musicals Hair zu spielen. In 18 Monaten absolvierte sie 500 Vorstellungen. 1970 erschien die Deutsche Originalaufnahme des Musicals mit Kramer bei Polydor auf LP. Seinerzeit waren auch der spätere Schlagersänger Jürgen Marcus und die spätere international erfolgreiche Disco-Queen Donna Summer (damals noch unter dem Namen Donna Gaines) Teil des Ensembles. Mit dem Titel Hare Krishna, den Su Kramer im Studio mit dem Orchester Les Humphries einspielte, erschien bald darauf ihre erste Single unter ihrem bürgerlichen Namen Gudrun. Noch im selben Jahr nahm sie den Namen „Su“ an und veröffentlichte ihre erste Single Eine Welt für uns beide unter diesem Künstlernamen. Ursprünglich wollte Kramer den Vornamen „Susanne“ annehmen, was jedoch mit der Begründung, dieser klinge nicht international genug, abgelehnt wurde.
Mit Frei sein erschien 1971 das Debütalbum der Oldenburgerin auf dem Label Telefunken. Die LP wurde von 50 Musikjournalisten als „beste Produktion des Jahres 1971“ ausgezeichnet. Die LP enthält neben eigens für Kramer geschriebenen Titeln unter anderem Coverversionen international bekannter Hits von Elton John, Mikis Theodorakis und Simon & Garfunkel. Kramer hatte die deutschsprachigen Texte mit ihrem Team, Rudi Bauer und Gerd Thumser, erarbeitet. Ralph Nowy war als Arrangeur für die internationalen Titel verantwortlich. Mit der aus Frei sein ausgekoppelten Single Wie das Wasser, so fließt die Zeit gelang Kramer im selben Jahr ein kleinerer Single-Erfolg. In dieser Zeit trat sie auch regelmäßig in der ZDF-Hitparade auf.

### Eurovisionsvorentscheid, größte Hits und Disco
1971 vertrat Su Kramer die ARD beim Internationalen Songfestival in Zoppot (Polen) mit dem Titel Meine kleine Welt (Musik: Günter Noris, Text: Mischa Mleinek) und wurde Zweite von 25 Nationen. Der Titel wurde dann allerdings von Ariane auf Polydor aufgenommen und nicht von Su Kramer. 1972 nahm Su Kramer bei der Vorentscheidung zum Eurovision Song Contest teil, verlor aber gegen Mary Roos und wurde zusammen mit Cindy & Bert wiederum Zweite. Der Titel Glaub an dich selbst wurde trotzdem ein bescheidener Hit. Ihren größten Chart-Erfolg feierte Kramer 1974 mit der Single Kinder der Liebe, die Platz 27 in den deutschen Charts erreichte. Das unter anderem von Fausto Leali komponierte Original Figlio dell'amore hatte Rosanna Fratello 1972 aufgenommen. 1974 erschien auch Kramers zweite LP Lampenfieber, erneut mit Neukompositionen und deutschsprachigen Interpretationen internationaler Hits von Leo Sayer, Kris Kristofferson und Maureen McGovern. Giorgio Moroder und Pete Bellotte, die etwas später ihre ehemalige Hair-Kollegin Donna Summer zum Weltstar machten, steuerten einige Songs zu diesem Album bei; für die deutschen Texte zeigte sich diesmal Anja Hauptmann verantwortlich, darunter auch die ausgekoppelte Single Nur wer das Leben liebt. Das prominente Münchener Studioteam, darunter die Arrangeure Thor Baldursson und Mike Thater sowie der Komponist und Keyboarder Sylvester Levay, sollte wenig später maßgeblich am Erfolg der in Deutschland produzierten Disco-Musik von Gruppen wie Boney M. oder Silver Convention beteiligt sein.
Für Kramer lag es daher nahe, sich ebenfalls am Discosound jener Tage zu versuchen, so 1975 mit Abends in einer großen Stadt (Cover von Donna Summers Lady of the Night) und 1976 mit ihrem zweiten und letzten Chart-Erfolg Hier ist das Leben, der auf Englisch als You’ve Got the Power in 17 Ländern veröffentlicht wurde. In den deutschen Charts erreichte der von Joachim Heider und Christian Heilburg geschriebene Titel Platz 48. Auch die Amerikaner waren an der englischsprachigen Aufnahme interessiert, Kramer konnte sich auf Platz 38 der Disco-Charts von Billboard platzieren. In den folgenden Jahren erschienen zahlreiche weitere aufwendig produzierte Singles, darunter Las Vegas, Helden (aus dem Musical Tell) (1977) und Nachts in Manhattan (1978, deutsche Fassung von Grease aus dem gleichnamigen Musicalfilm). Der Disco-Moderator Ilja Richter würdigte Kramer in seinem 1977 erschienenen Buch Star Szene ’77 mit den Worten:

„Sie ist die unkonventionellste der deutschen Schlagersängerinnen. Sie hat sich nicht immer nach dem gerichtet, was sie tun sollte, was man für sie vorgesehen hat. Das hat sie lieber selbst entschieden. Und sie singt so ausdrucksvoll wie sonst selten eine deutsche Sängerin.“

### Künstlerische Weiterentwicklung
Ihr musikalisch vielseitigstes Album Die zwei Gesichter wurde 1978 veröffentlicht, konnte aber nicht an den Erfolg der Anfangstage anknüpfen. Erstmals stellte Kramer hier auch ihr Talent als Produzentin, Textdichterin und Komponistin unter Beweis. Auf dem Album finden sich auch wieder Coverversionen, unter anderem von Barbra Streisand, Elton John und Carole King. Die Kramer-Eigenkomposition Magic Dance, im minimalistischen Electro-Gewand, wurde 2000 von der deutschen Hip-Hop-Gruppe Deichkind für den Hit Bon Voyage gesampelt. Klassischen Discosound jener Tage bot die Single Liebe kommt und geht. Auch chansonartige Balladen wie Die Melodie der großen Einsamkeit oder Wo liegt im Sommer der Schnee? sind vertreten. Als Produzent zeichnete Herbert Rehbein verantwortlich, der wenige Monate nach Veröffentlichung verstarb. In einem Interview im Jahre 2010 merkte Kramer an, dass deshalb auch eine geplante Tournee mit großer Big Band nicht stattfand.
Kramer veröffentlichte bis 1985 weiterhin Singles, die LP Die zwei Gesichter blieb allerdings ihr bis heute letztes Studioalbum. 1981 erschien im Duett mit Albert West der Titel Never Ending Love, eine englische Fassung von Kramers 1979er Single Wir zwei sind frei. Nach den Singles Laß uns leben (1982), Keiner lebt für sich allein (1984) und Feuer auf dem ewigen Eis (1985) zog sich die Sängerin zumindest aus den Veröffentlichungskatalogen zurück.
Kramer hatte bereits in den 1970er Jahren begonnen, sich andere künstlerische Standbeine aufzubauen. Sie arbeitete unter anderem als Verlegerin; 1978 gründete sie in Hamburg den Musikverlag art-music. Auch als Filmschauspielerin versuchte sie sich: So war sie unter anderem 1982 in dem Schwarz-Rot-Gold-Krimi Alles in Butter (Regie: Dieter Wedel) und 1986 in dem Film Laufen, leiden, länger leben (Regie: Christian Görlitz) zu sehen. Sie sang ferner die Titelmelodie zu den Kino- und Fernsehfilmen Milo Milo (1979) und Der kleine Riese (1985, ARD). Außerdem spielte sie Theater. So war sie ab dem 17. Mai 1979 ein halbes Jahr als „Spelunken-Jenny“ am Staatstheater Oldenburg unter der Regie von Volker Kühn in einer spektakulären Neuinszenierung der Dreigroschenoper zu sehen.

### Karriere ab 2000
Kramer tritt bis heute bei kleineren Veranstaltungen oder Liederabenden auf. 2002 präsentierte sie im Rahmen des Nord-Jazz-Festivals 2002 in Westerstede ein 90-minütiges Programm, das neben Standards wie The Look of Love, Summertime und Unforgettable auch ihre Hair-Titel Aquarius und Let the Sunshine In beinhaltete. Mit ihrer „One-Woman-Show“ gab sie im Januar 2001, im März 2004 und zuletzt im Dezember 2007 jeweils längere Gastspiele im Bremer Theater Madame Lothár. Zudem nahm sie dort im Juni 2002 an einer Galashow anlässlich des zehnten Theaterjubiläums teil.
2011 wurde der Titel The Sun Shines Tonight aus der Zusammenarbeit mit The Mighty Mocambos veröffentlicht.
Zahlreiche Songs von Kramer wurden in den letzten Jahren im Rahmen von Compilations wiederaufgelegt, darunter die Lieder Die grüne Witwe für Funky Fräuleins, Magic Dance für D-Funk und You’ve Got the Power für Disco Deutschland Disco. Das Interesse an diesen Funk- und Discotiteln veranlassten Kramer, sowohl Hier ist das Leben und die englischsprachige Version You’ve Got the Power mit diversen Remixen wiederzuveröffentlichen.
Im Oktober 2018 veröffentlichte Kramer den ersten neuen Titel seit vielen Jahren: Mein Kind wurde von Henner Hoier komponiert. Zuletzt wurde im Januar 2019 Discover My Heart veröffentlicht.

## Privat
Kramer war nie verheiratet. Ihr Sohn Alexander wurde am 5. März 1973 geboren. Er sang mit seiner Mutter auf der B-Seite ihrer Single Wir zwei sind frei (1979) das Lied Mama, ich muss Pipi (im Original Mi scappa la pipì papà von Pippo Franco). Er besuchte zwar zeitweise eine Musicalschule, entschied sich aber gegen eine Karriere im Showgeschäft. Er lebt wie Su Kramer in Hamburg.

## Diskografie

### Alben
- 1971: Frei sein
- 1974: Lampenfieber
- 1978: Die zwei Gesichter

### Kompilationen
- 1973: 2 Stars × 6 Songs (geteilte LP mit Peter Maffay)
- 1979: Profile
- 1993: Liebe kommt und geht
- 1998: Wie das Wasser, so fließt die Zeit
- 2001: Kinder der Liebe

### Singles
- 1970: Hare Krishna / Die letzten Sterne (als „Gudrun Kramer und Ensemble“)
- 1970: Eine Welt für uns beide / Das ist am Morgen schön
- 1971: Good Morning Starshine / Hare Krishna / Where Do I Go (A-Seite als „Su Kramer & the Broadway Matadors“)
- 1971: Dich will ich nur / Herzen kalt wie Stein
- 1971: Wie das Wasser, so fließt die Zeit / Was habt ihr nur aus der Welt gemacht
- 1972: Glaub an dich selbst / Das ist mein Land
- 1972: Die Sonne ist rot / Was für Dich in den Sternen steht
- 1973: Kinder der Liebe / Weste weiß
- 1974: Nur wer das Leben liebt / Fremder Mann
- 1975: Abends in einer großen Stadt / Domino
- 1976: Hier ist das Leben / Laß mich heute nicht allein
- 1976: You’ve Got the Power Part 1 / Part 2
- 1977: Las Vegas / Mr. Music
- 1977: Helden / Tells Flucht (instrumental)
- 1977: Liebe kommt und geht / Wo liegt im Sommer der Schnee
- 1978: Nachts in Manhattan / Oh Lady
- 1979: Wir zwei sind frei / Mama, ich muß Pipi (Su Kramer & Sascha)
- 1979: The Woman He Loves / Milo Milo (instrumental)
- 1982: Lass uns leben / Ein Leben lang
- 1984: Keiner lebt für sich allein / Alle wollen Frieden
- 1985: Feuer auf dem ewigen Eis / Samba Soul
- 2014: Weißer Sand / Weißer Sand (Alt. Version) / Sexsong (Wiederveröffentlichung aus der Pop-Oper Trip von 1972)
- 2018: Mein Kind
- 2019: Discover My Heart